# Penningby
Penningby slott är ett slott i  Länna socken i Norrtälje kommun, Uppland. 

## Läge
Godset Penningby är känt sedan 1339. Den till sin huvuddel ännu kvarstående borganläggningen med två diagonalt placerade runda hörntorn, av vilket det sydvästra inrymmer en stor brunn, är uppförd på en strategisk plats invid Penningbyån och  Väsbysjön, vattendrag vilka under medeltiden och tidigare utgjorde delar av färdleden mellan Östersjön och Uppsalatrakten.

## Historia
Penningby gård är första gången nämnd på 1330-talet.  Rester av en medeltida borg finns på Estängen någon kilometer från platsen för det nuvarande slottet. På 1400-talet byggdes en borg på platsen. Den byggdes i etapper om till en slottsbyggnad påbörjad av Birgitta Tordsdotter Bonde. År 1831 eldhärjades slottet, och huset och taket modifierades i samband med branden. Restaurering av torn har senare genomförts. Slottet består av en nästan kvadratisk mittbyggnad och två diagonalt belägna runda torn. De två nedre våningarna, med rum täckta av tunnvalv, är uppförda i gråsten. De två övre, som sannolikt byggts om under 1600-talet är byggda i sandsten. Gården som avbildas i Erik Dahlberghs Sueciaverk som två sammanbyggda trappgavelhus med torn förändrades med dubbla säteritak under den senare ägaren Anders Torstensons tid, omkring 1675. Ombyggnadsritningar från denna tid och senare förvaras i Bergshammarsamlingen i Riksarkivet.
Mai Zetterling spelade in sina filmer Nattlek och Amorosa på slottet 1965 respektive 1985, och tv-serien Huset Silfvercronas gåta spelades in där 1973.
Namnets härledning är okänd. Det skrevs vid olika tillfällen Pitingæby (1339), Penningaby (1413), Pydingaby (1425), Pyningaby (1478) och Penningeby (1709). På 1360-talet bodde Gustav Vasas farfars farfar, häradshövdingen Nils Kettilsson (Vasa), på Penningby. Lars Turesson (Tre Rosor) och dennes hustru Kristina Eriksdotter Gyllenstierna övertog  Penningby på 1500-talet, enligt en uppgift 1543. 
Egendomen har därefter tillhört medlemmar av ätterna Fleming, Bielke, Ryning, Oxenstierna, Torstenson, Stenbock, Lillie, Säck, Brahe, Wrede och von Rosen. Sedan 1836 har Penningby tillhört släkten Nordström. Det omvandlades till aktiebolag inom släkten 1949. En restaurering utfördes 1951–1953. Slottet förklarades som byggnadsminne 1980. Slottet, som inte längre är bebott, visas sommartid för besökare.